# Екатериновское
Екатериновское (каз. Екатериновское) — озеро в Жамбылском районе Северо-Казахстанской области Казахстана. Находится в 1 км к юго-западу от села Екатериновка.
По данным топографической съёмки 1940-х годов, площадь поверхности озера составляет 5,18 км². Наибольшая длина озера — 3,9 км, наибольшая ширина — 2 км. Длина береговой линии составляет 8,8 км, развитие береговой линии — 1,08. Озеро расположено на высоте 150,6 м над уровнем моря.
По данным обследования 1957 года, площадь поверхности озера составляет 6,4 км². Максимальная глубина — 2,7 м, объём водной массы — 12,1 млн. м³, общая площадь водосбора — 87,8 км².